# Maroon Peak
Maroon Peak je hora v pohoří Elk Mountains, v Jižních Skalnatých horách, ve Spojených státech amerických. Nachází se ve střední části Colorada, na hranicích okresů Pitkin County a Gunnison County, necelých 20 km jihozápadně od Aspenu. Maroon Peak náleží s výškou 4 317 m k tzv. fourteeners. Společně s nižším vrcholem North Maroon Peak (4 273 m), vzdáleným asi 500 metrů, jsou oba vrcholy nazývány Maroon Bells. Obě hory, respektive okolní oblast, jsou velmi oblíbeným cílem turistů. Jedním z důvodů je také dobrá dostupnost ze známého lyžařského centra Aspenu. 